# Crush (musikalbum av OMD)
Crush är det sjätte albumet av den brittiska gruppen Orchestral Manoeuvres in the Dark, utgivet 1985.
Från albumet släpptes singlarna So in Love, Secret, La Femme Accident och Hold You. Albumet nådde 13:e plats på brittiska albumlistan.